# روفینا گاشوا
روفینا سرگی‌یونا گاشوا (روسی: Руфина Сергеевна Гашева؛ ۱۴ اکتبر ۱۹۲۱ – ۱ مه ۲۰۱۲) یک ناوبر (ناویگیتور) شوروی در هواپیمای پولیکارپوف پو-۲ در جریان جنگ جهانی دوم بود. او در گردان ۵۸۸ بمباران شبانه زنان خدمت کرد و عنوان قهرمان اتحاد جماهیر شوروی را دریافت کرد. پس از جنگ، او به خدمت ادامه داد و مدرس زبان‌های خارجی در آکادمی نیروی زرهی نظامی مالینوسکی شد تا زمان بازنشستگی. پس از بازنشستگی، گاشوا در ادارهٔ ادبیات نظامی خارجی در وونی‌زادت (Voenizdat – نشر نظامی شوروی) مشغول به کار شد.

## اوایل زندگی
گاشوا در ۱۴ اکتبر ۱۹۲۱ در روستای «ورخنه‌چوسوفسکی گورودکی» در «اویزد پرِم»، که بخشی از فرمانداری پرِم بود، به دنیا آمد. او به روستای «واسیلیِوو» مهارجت کرد و تا سال ۱۹۲۷ در آنجا زندگی کرد. بین سال‌های ۱۹۲۷ تا ۱۹۲۸ در روستای «کاسیموو» که اکنون بخشی از منطقهٔ پرِمسکی است، سکونت داشت. گاشِوا دو سال بعدی را در شهر پرِم گذراند و سپس در سال ۱۹۳۰ به مسکو نقل مکان کرد. او در سال ۱۹۳۹ از دبیرستان فارغ‌التحصیل شد و تا تابستان ۱۹۴۱ دو سال تحصیل در دانشکدهٔ مکانیک و ریاضیات دانشگاه دولتی مسکو را به پایان رساند.

## جنگ جهانی دوم
گاشِوا در سپتامبر ۱۹۴۱ داوطلب خدمت شد. او در فوریه ۱۹۴۲ از دورهٔ ناوبران در مدرسهٔ خلبانی نظامی انگلس فارغ‌التحصیل شد. گاشِوا به هنگ ۵۸۸ بمب‌افکن شبانهٔ تمام‌زن نیروی هوایی سرخ، که در انگلس در حال تشکیل بود، اعزام شد. او از مه ۱۹۴۲ در نبردها شرکت کرد و در جنگ قفقاز حضور داشت. در فوریه ۱۹۴۳ این هنگ به «هنگ ۴۶ بمب‌افکن گارد» تبدیل شد. گاشِوا در نبردهای هوایی کوبان، عملیات کرچ–التیگِن، تهاجم کریمه، تهاجم موگیلیف، تهاجم بلستوک، تهاجم اوسوِتز، تهاجم ملاوا–البینگ، تهاجم پومرانیا شرقی و نبرد برلین شرکت داشت. هواپیمای گاشِوا دو بار سرنگون شد. در بار اول، گاشِوا و خلبانش به خطوط شوروی رسیدند، اما در بار دوم آن‌ها روی میدان‌های مین مجبور به پریدن شدند و خلبان «اُلگا سانفیرووا» هنگام قدم گذاشتن روی مین ضد نفر کشته شد. در همان حادثه، گاشِوا روی یک میدان مین ضد تانک چند صد متر به جنوب سانفیرووا فرود آمد؛ پس از بازگشت به هنگ خود، شروع به پرواز با «نادژدا پُپووا» کرد. تا پایان جنگ، او به عنوان ناوبر بمب‌افکن سبک Po-2، ۸۴۸ مأموریت رزمی انجام داد؛ و پس از انجام ۸۲۳ پرواز تا دسامبر ۱۹۴۴، برای عنوان «قهرمان اتحاد شوروی» نامزد شد که این عنوان را در ۲۳ فوریه ۱۹۴۵ دریافت کرد. گاشِوا جنگ را با درجهٔ سرگرد به پایان رساند. او در جبهه با خلبان بمب‌افکن «میخائیل پلیتس» ازدواج کرد.

## پس از جنگ
گاشِوا تا اکتبر ۱۹۴۵ همراه با هنگ خود در گروه نیروهای شمالی خدمت کرد. پس از جنگ، گاشِوا و پلیتس صاحب یک پسر به نام ولادیمیر و یک دختر به نام مارینا شدند. پلیتس به درجهٔ سرهنگی رسید.
در سال ۱۹۵۲، گاشِوا از مؤسسهٔ نظامی زبان‌های خارجی فارغ‌التحصیل شد و به عنوان مدرس ارشد در بخش زبان‌های خارجی آکادمی نیروهای زرهی نظامی مالینوفسکی مشغول به کار شد. او تا اوت ۱۹۵۷ در آنجا فعالیت کرد. در دسامبر ۱۹۵۶ به مقام ذخیره منتقل شد و درجهٔ سرگردی داشت. از سال ۱۹۶۱، به عنوان ویراستار ارشد در دفتر نشر ادبیات نظامی خارجی «وئنیز دات» کار می‌کرد و بین سال‌های ۱۹۶۷ تا ۱۹۷۲، به عنوان ویراستار ارشد در دفتر انتشار ادبیات نظامی به زبان‌های خارجی وزارت دفاع اتحاد شوروی فعالیت داشت. او در مسکو زندگی می‌کرد و در سال ۲۰۰۰ به درجهٔ سرهنگ دومی ارتقا یافت. گاشِوا در ۱ مه ۲۰۱۲ درگذشت و در قبرستان «وستریاکوفسکی» به خاک سپرده شد.